# Tito Pompónio Ático

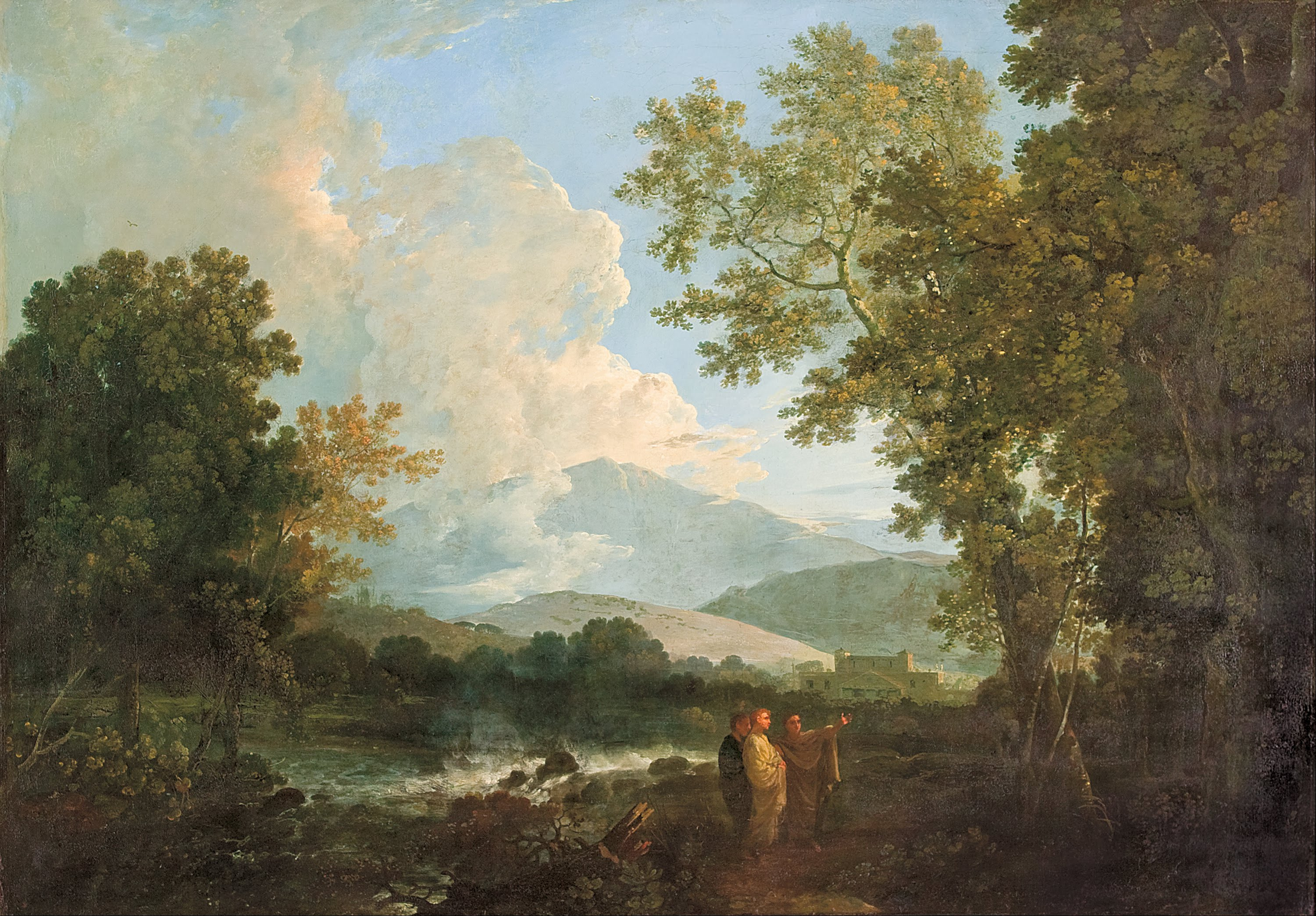
Cícero com seu amigo Ático e irmão Quinto, de Richard Wilson

Tito Pompónio Ático, em latim Titus Pomponius Atticus (ca. 110 a.C. — 32 a.C.), foi um cavaleiro romano e Patrono das Letras, Atticus é recordado como grande amigo e confidente de Cícero sendo-lhe dedicado o tratado deste filósofo sobre a amizade, De Amicitia. A correspondência entre os dois está preservada nos dezesseis volumes das "Cartas a Ático" (Epistulae ad Atticum).
Ático foi um romano que viveu nos últimos tempos da república, tendo sido o grande amigo de Cícero e também amigo do historiador Cornélio Nepos. Era ferrenho epicurista, e por isso Cícero (mais próximo do estoicismo) o coloca como seu opositor em vários dos seus diálogos.
- Ático foi biografado por Cornélio Nepos: Vida de Ático (Vita Attici).

- Das correspondências de Cícero, sobressaem-se em quantidade e importância os dezesseis livros de cartas a Ático (Epistulae ad Atticum libri XVI)

- Ático aparece como dialogante em diversos tratados de Cícero:
  - Brutus
  - Academica posteriora

Ele foi o avô materno de Vipsânia Agripina, esposa do imperador Tibério.